# Dirk Proper
Dirk Wanner Proper (Elst, 24 febbraio 2002) è un calciatore olandese, centrocampista del N.E.C.

## Caratteristiche tecniche
È un mediano.

## Carriera

### Club
Cresciuto nel settore giovanile dell'N.E.C., debutta in prima squadra il 13 dicembre 2019 in occasione dell'incontro di Eerste Divisie perso 3-2 contro l'Almere City.
Al termine della stagione 2020-2021 ottiene con il club la promozione in Eredivisie.

### Nazionale
Nel 2017 ha messo a segno 2 reti in 11 presenze con la maglia della nazionale olandese Under-17.

## Statistiche
Statistiche aggiornate al 6 settembre 2021.
| Stagione        | Squadra         | Campionato      | Campionato | Campionato | Coppe nazionali | Coppe nazionali | Coppe nazionali | Coppe continentali | Coppe continentali | Coppe continentali | Altre coppe | Altre coppe | Altre coppe | Totale | Totale |
| Stagione        | Squadra         | Comp            | Pres       | Reti       | Comp            | Pres            | Reti            | Comp               | Pres               | Reti               | Comp        | Pres        | Reti        | Pres   | Reti   |
| --------------- | --------------- | --------------- | ---------- | ---------- | --------------- | --------------- | --------------- | ------------------ | ------------------ | ------------------ | ----------- | ----------- | ----------- | ------ | ------ |
| 2019-2020       | N.E.C.          | 1D              | 9          | 0          | CO              | 0               | 0               |                    | -                  | -                  |             | -           | -           | 9      | 0      |
| 2020-2021       | N.E.C.          | 1D              | 30         | 1          | CO              | 1               | 0               |                    | -                  | -                  |             | -           | -           | 31     | 1      |
| 2021-2022       | N.E.C.          | ED              | 4          | 0          | CO              | 0               | 0               |                    | -                  | -                  |             | -           | -           | 4      | 0      |
| Totale carriera | Totale carriera | Totale carriera | 43         | 1          |                 | 1               | 0               |                    | -                  | -                  |             | -           | -           | 44     | 1      |